# Urani(IV) sulfat
Urani(IV) sunfat (công thức hóa học: U(SO4)2) là một muối hòa tan trong nước của urani. Đây là một hợp chất rất độc. Khoáng vật urani(IV) sunfat thường phổ biến xung quanh các mỏ khai thác urani, nơi mà chúng thường hình thành trong quá trình bốc hơi các chất thải mỏ có chứa giàu axit sunfuric. Urani(IV) sunfat là hợp chất chuyển tiếp trong sản xuất urani(VI) fluoride. Nó cũng được sử dụng để bơm nhiên liệu cho các lò phản ứng đồng nhất.

## Điều chế
Uranyl(VI) sunfat trong dung dịch dùng quang hóa có thể khử thành urani(IV) sunfat. Quang hóa có thể được thực hiện trong ánh nắng mặt trời và điều này đòi hỏi việc bổ sung etanol làm chất khử. Urani(IV) sunfat kết tinh hoặc kết tủa bằng etanol. Nó có thể thu được với nhiều dạng ngậm nước khác nhau. U(SO4)2 cũng có thể được điều chế thông qua việc giảm số oxy hóa trong urani(VI) và bổ sung sunfat. Khử từ urani(VI) xuống urani(IV) xảy ra tự nhiên thông qua nhiều phương pháp, bao gồm thông qua các hoạt động của vi sinh vật. Sự hình thành U(SO4)2 là một quá trình nhiệt động lực học.

## Khai thác và sự xuất hiện trong tự nhiên
Muối urani(IV) ít hòa tan, và do đó ít di động hơn môi trường hơn urani(VI), cũng tạo thành các hợp chất sunfat như UO2SO4. Các vi khuẩn có khả năng làm giảm số oxy hóa của urani đã được đề xuất như một phương pháp để loại bỏ urani(VI) khỏi các khu vực bị ô nhiễm, như các khu vực sản xuất chất thải mỏ và vũ khí hạt nhân. Việc ô nhiễm nước ngầm do urani được coi là một nguy cơ sức khoẻ nghiêm trọng và cũng có thể gây tổn hại cho môi trường. Khả năng làm sạch môi trường của cả sunfat (làm tan urani) và urani(VI) di động làm cho việc khai thác sinh học các bãi mìn ISL trở nên khả thi.

## Các dạng ngậm nước và hợp chất tạo thành
U(SO4)2 là một hợp chất bán rã và tồn tại trong một loạt các trạng thái hydrat hóa. Urani(IV) có thể có tới năm liên kết sunfat. Dữ liệu Kinetics cho thấy USO2+
4 và U(SO4)2 là phức hợp bidentat được ưa chuộng để nghiên cứu nhiệt động lực học, với K0 = 10,51, so với phức monodentat là K0 = 6,58. Urani(IV) ổn định hơn nhiều trong hợp chất sunfat, đặc biệt là U(SO4)2. Běhounekit là khoáng chất urani(IV) được phát hiện gần đây (2011) với thành phần hóa học U(SO4)2(H2O)4 hình thành các tinh thể ngắn, màu xanh lá cây. Běhounekit là urani(IV) sunfat xuất hiện tự nhiên đầu tiên được phát hiện.
Muối kiềm U(OH)4·U(SO4)2 (= U(OH)2SO4) cũng được biết đến. Nó có màu lục, d = 5,12 g/cm³.

## Hợp chất khác
U(SO4)2 còn tạo một số hợp chất với CO(NH2)2, như U(SO4)2·4CO(NH2)2·xH2O (x = 0 hoặc 4) là tinh thể lục nhạt.